# Кинематограф Индонезии
Кинематограф Индонезии имеет долгую историю и в настоящее время активно развивается.

## История

### Кинематограф колониальной эпохи

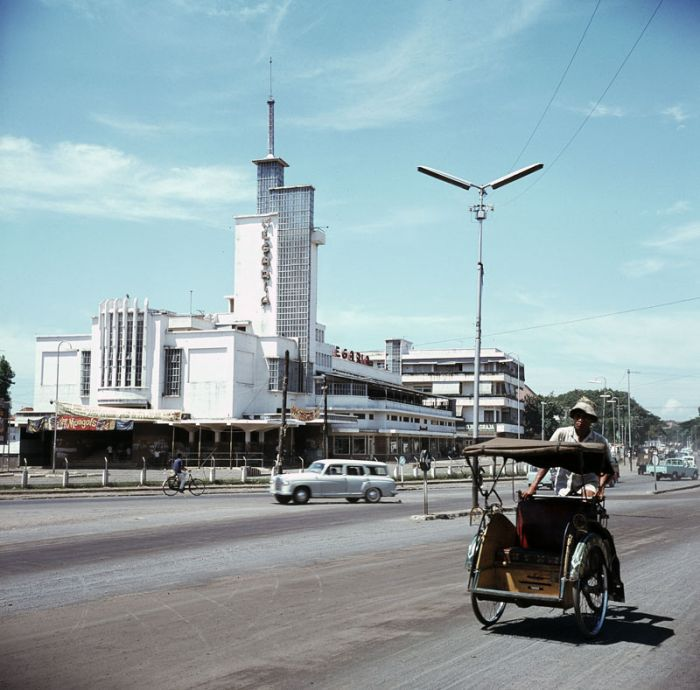
Бывший кинотеатр Megaria, в настоящее время — Cinema Metropole XXI, Джакарта

Первым фильмом, снятым в Индонезии, был немой фильм 1926 года Loetoeng Kasaroeng продолжительностью 60 минут, снятый голландским режиссёром Л.Хейведорпом и оператором Г. Крюгером, представлял собой экранизацию сундской народной сказки «Последний лутунг». Съёмки с участием индонезийских актёров велись компанией NV Java Film Company в Бандунге, а премьера фильма прошла 31 декабря 1926 года в Бандунге. С тех пор в Индонезии было снято более 2200 художественных фильмов. Во время японской оккупации Индонезии кинематограф Индонезии использовался оккупационными властями в качестве инструмента пропаганды.

### После обретения независимости
После провозглашения независимости Индонезии в 1945 году, правительство Сукарно использовало кинематограф в качестве орудия националистической, антизападной политики, импорт иностранных фильмов был запрещён. После свержения Сукарно, во время «Нового порядка» Сухарто в кинематографе была введена цензура. Наиболее значительный вклад в национальный кинематограф 1950-х — 1960-х годов внес Усмар Исмаил, режиссёр с Западной Суматры.

### 1980-е годы
Индонезийская киноиндустрия достигла своего пика в 1980-х годах. В это время выходят такие фильмы, как Naga Bonar (1987) и Catatan Si Boy (1989), имевшие большой успех. Комедийные фильмы группы Warkop, снятые режиссёром Аризалем, также пользовались успехом. Большой популярностью среди подростков пользовались такие фильмы как Pintar-pintar Bodoh (1982) и Maju Kena Mundur Kena (1984). Среди известных актёров 1980-х — Дедди Мизвар, Ева Арназ, Лидия Kенду, Онки Александр, Мериам Беллина, Рано Карно, Парамита Русади и другие. Фильм Tjoet Nja' Dhien (1988), получивший в 1988 году национальную кинематографическую премию Citra Awards, стал также первым индонезийским фильмом, выбранным для показа на Каннском кинофестивале.

### 1990-е годы
В 1990-х годах возобновился импорт зарубежных фильмов в Индонезию, особенно из США и Гонконга, что привело к снижению спроса на отечественные картины и сокращению их выпуска. Количество снятых в Индонезии фильмов сократилось со 115 в 1990 году до 37 в 1993 году. Развитие телевидения и распространение пиратских копий фильмов также способствовали деградации индонезийского кино. На кинорынке доминировала компания Multivision Plus Раама Панджаби, которая специализировалась на производстве сериалов. Большинство фильмов, снимавшихся в Индонезии, представляли собой второсортные фильмы категории B любовной тематики, предназначенные для показов на открытом воздухе или по телевидению. В 1996 году в Индонезии было снято 33 фильма, а в 1999 году — только семь.

### 2000-е годы
После президентства Сухарто в Индонезии началось возрождение отечественного кинематографа, в фильмах начали освещаться ранее «закрытые» темы, такие как религиозные, расовые, сексуальные проблемы. Начался постепенный рост выпуска фильмов: в 2000 и 2001 годах — по 6 фильмов, в 2002 году — 10 фильмов. В 2000-х выходят такие известные фильмы, как «What’s Up with Love?» («Что случилось с любовью?)» режиссёра Руди Сёджарво в 2002 году, «Eliana Eliana» режиссёра Рири Риза, «Arisan!» с Тора Судиро в главной роли (2005), а также «Красота и воин» («Beauty and Warrior») — первый индонезийский анимационный фильм. В том же году вышел фильм «Gie» (режиссёр Рири Риза), основанный на биографии индонезийского оппозиционного деятеля Со Хок Джи.
Выход в 2008 году фильма «Ayat-ayat Cinta» («Стихи о любви») режиссёра Ханунга Брамантьо, — мелодраматической истории «на стыке» традиционного ислама и современной романтики, — способствовал привлечению в кинотеатры страны мусульманской аудитории.
В 2009 году компания Infinite FrameWorks выпустила свой первый полнометражный анимационный фильм, «Песня рассвета» («Meraih Mimpi» на индонезийском языке). Несмотря на участие иностранцев, фильм был практически полностью индонезийского производства, все художники и дублёры — инднезийцы, включая таких знаменитостей как Гита Гутава, Сурья Сапутра, Паттон и т. д.

### 2010-е годы
В 2010—2011 годах, в связи с протекционистской политикой в отношении национальной кинематографии (существенное увеличение налога на прокат иностранных фильмов) кинотеатры Индонезии больше не имеют доступа к иностранным фильмам, в том числе известным фильмам -«оскароносцам». Ожидалось, что это приведёт к увеличению рынка пиратских DVD-дисков. На индонезийском рынке представлены, в основном, фильмы категорий C, D, E, и в связи с этим для съемок в Индонезии был приглашен ряд иностранных порнозвезд, таких как Саша Грей, Мария Одзава, Сола Аой, Рин Сакураги. Большинство фильмов местного производства — малобюджетные фильмы ужасов, которые, как правило, считаются неудачными.
В 2012 году появился ряд индонезийских фильмов, получивших международное признание, таких как Raid:Redemption, «Modus Anomali», «Dilema», «Lovely Man», «5 cm», «Java Heat» и т. д.

## Кинофестивали
Главным кинофестивалем Индонезии является Jakarta International Film Festival (JiFFest), который с 1998 года проходит ежегодно в декабре. На 8-м JiFFest в 2006 году был представлен фильм Вавилон с участием Брэда Питта и Кейт Бланшетт. 9-й JiFFest был проведен 7-16 декабря 2007 года.
В Джакарте также проходил 52-й Азиатско-Тихоокеанский кинофестиваль (APFF) 18-22 ноября 2008 г.
Кроме того, с перерывами с 1955 года проходит фестиваль индонезийских фильмов — Indonesian Film Festival. С 1973 по 1992 год этот фестиваль проводился ежегодно, затем его проведение было прекращено и восстановлено в 2004 году. На этом фестивале присуждается национальная кинематографическая премия Citra.

## Рейтинг лучших индонезийских фильмов
В 2007 году таблоид Bintang Indonesia Архивная копия от 26 января 2020 на Wayback Machine составил рейтинг лучших индонезийских фильмов. Из 160 кинокартин были отобраны 25 фильмов:
1. Tjoet Nja’ Dhien (1986)
2. Naga Bonar (1986)
3. Ada Apa dengan Cinta? (2001)
4. Kejarlah Daku Kau Kutangkap (1985)
5. Badai Pasti Berlalu (1977)
6. Arisan! (2003)
7. November 1828 (1978)
8. Gie (2005)
9. Taksi (1990)
10. Ibunda (1986)
11. Tiga Dara (1956)
12. Si Doel Anak Betawi (1973)
13. (Cintaku di) Kampus Biru (1976)
14. Doea Tanda Mata (1984)
15. Si Doel Anak Modern (1976)
16. Petualangan Sherina (1999)
17. Daun di Atas Bantal (1997)
18. Pacar Ketinggalan Kereta (1988)
19. Cinta Pertama (1973)
20. Si Mamad (1973)
21. Pengantin Remaja (1971)
22. Cintaku di Rumah Susun (1987)
23. Gita Cinta dari SMA (1979)
24. Eliana, Eliana (2002)
25. Inem Pelayan Sexy (1977)

## Известные фильмы
- 1926 Loetoeng Kasaroeng
- 1953 Harimau Tjampa
- 1977 Badai Pasti Berlalu
- 1987 Naga Bonar
- 1987 Kejarlah Daku Kau Kutangkap
- 1988 Tjoet Nja' Dhien
- 2001 Petualangan Sherina
- 2001 Jelangkung
- 2001 Whispering Sands (Pasir Berbisik)
- 2001 What’s Up with Love? (Ada Apa Dengan Cinta?)
- 2002 Eliana, Eliana
- 2003 Eiffel I’m in Love
- 2004 Mengejar Matahari
- 2005 Gie
- 2006 Opera Jawa
- 2007 Nagabonar Jadi 2 (Naga Bonar 2)
- 2008 Verses of Love
- 2008 Laskar Pelangi
- 2009 Garuda di Dadaku
- 2009 Merantau
- 2010 Macabre
- 2011 The Perfect House
- 2012 The Raid: Redemption

## Актеры

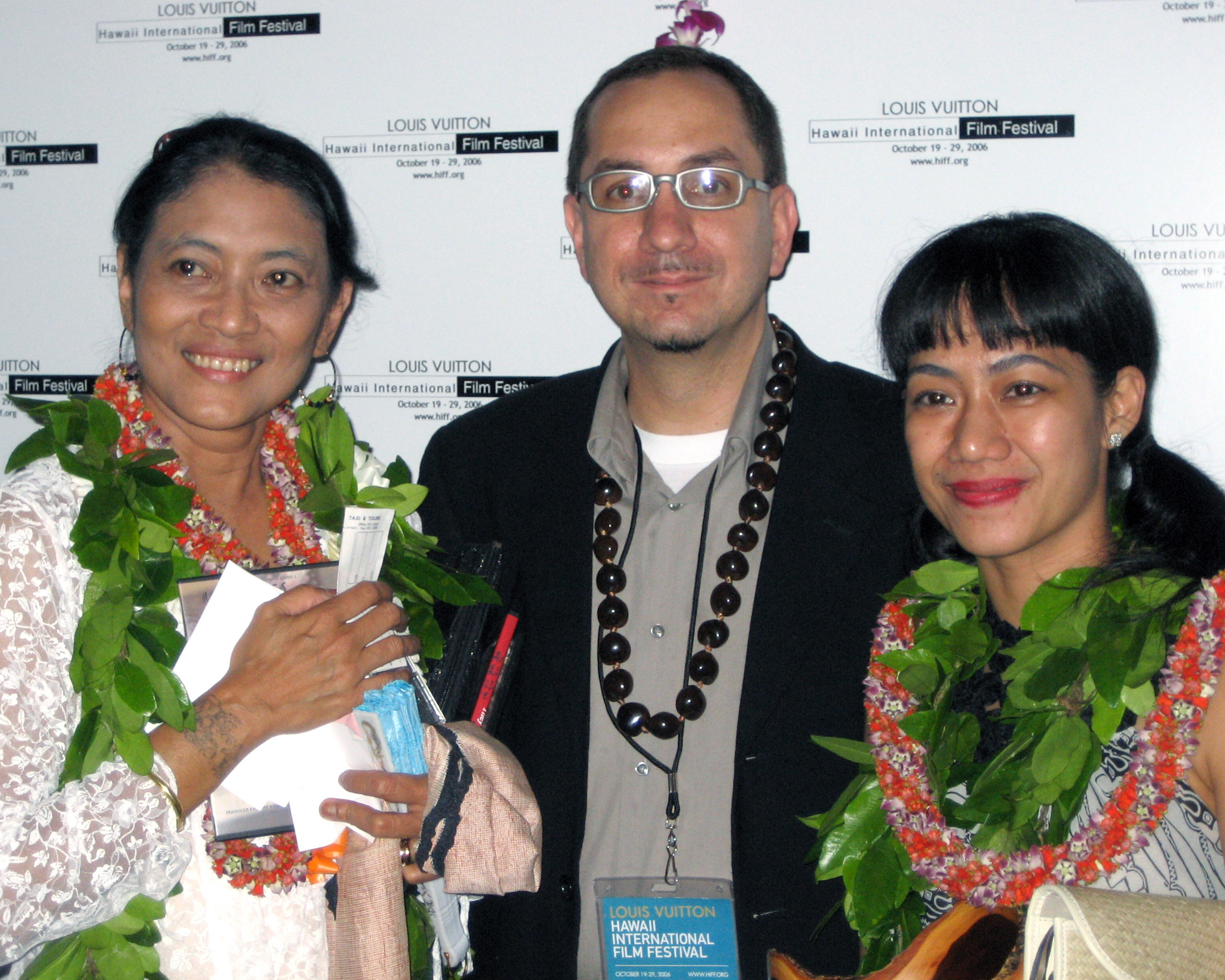
Джаджанг Ноер (слева) и Ниа Дината на международном инофестивале на Гавайских островах, 2006

- Сламет Рахардо Джарот
- Кристина Хаким
- Марисса Хак
- Дедди Мизвар
- Джаджанг Ноер
- Барри Прима
- Николас Сапутра
- Лукман Сарди
- Диана Састровардойо
- Беньямин Суэб
- Тора Судиро
- Кристиан Сугионо
- Сюзанна
- Нирина Зубир
- Альберт Факдауэр
- Вино Бастиан
- Тио Пакусадево
- Реза Рахадиан
- Эмир Махира
- Марсела Залианти
- Динна Оливия
- Фахрани
- Тити Сьюман
- Лаура Басуки
- Присия Насутион
- Ико Ювайс
- Арифин Путра
- Лис Нур

## Режиссёры

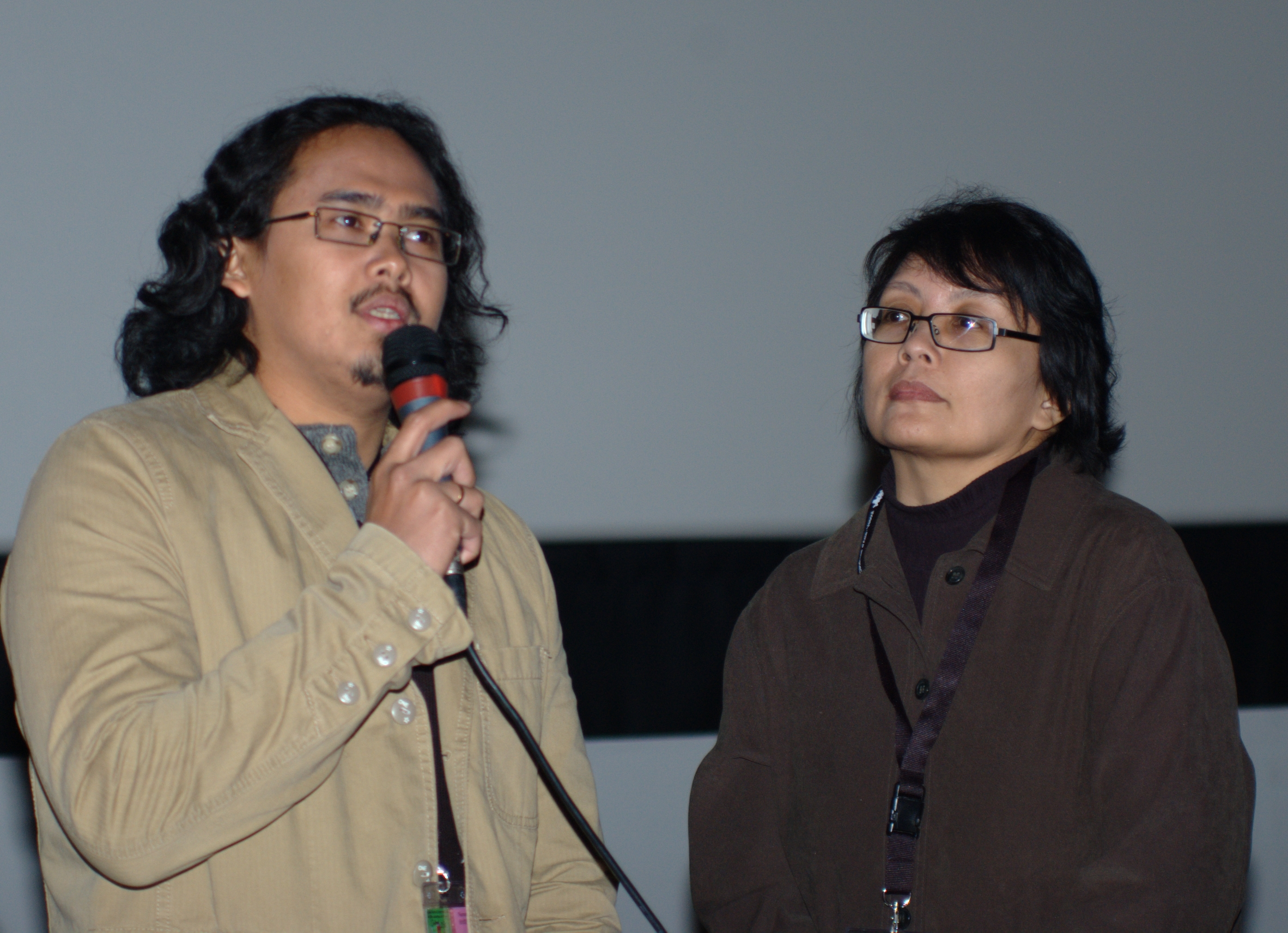
Нурман Хаким (слева) и Нан Ачнас на кинофестивале в Везуле (Франция), 2009 год

- Джаякусума
- Арифин Х. Нур
- Вим Умбох
- Ами Прийоно
- Аризаль
- Асрул Сани
- Черул Умам
- Джамалуддин Малик
- Эрос Джарот
- Гарин Нугрохо
- Ханунг Браманто
- Йоко Анвар
- Мира Лесмана
- Нан Ачнас
- Ниа Дината
- Рири Риза
- Руди Сёджарво
- Тегу Карья
- Усмар Исмаил
- Риналду Пуспойо
- Адилла Димитрий
- Юди Датау
- Роберт Ронни
- Ария Кусумадева
- Бенни Сетьяван
- Робби Эртанто Сёдискам
- Ифа Исфансиах

## Кинотеатры
Крупнейшая сеть кинотеатров в Индонезии — 21 Cineplex, которая имеет кинотеатры в двадцати четырёх городах на островах Суматра, Ява , Калимантан, Бали и Сулавеси. Другая сеть кинотеатров — Blitzmegaplex, которая открыла первый кинотеатр в 2006 году и продолжает расширяться; по состоянию на середину 2011 года располагала 7 кинотеатрами, крупнейший из которых, мультиплекс Grand Indonesia в Джакарте, по оценкам Indonesian Record Museum, является самым большим в стране. Наряду с ними, в Индонезии также существует множество мелких независимых кинотеатров.